# العلاقات العراقية الكولومبية
العلاقات العراقية الكولومبية هي العلاقات الثنائية التي تجمع بين العراق وكولومبيا.

## مقارنة بين البلدين
هذه مقارنة عامة ومرجعية للدولتين:
| وجه المقارنة                                              | العراق                       | كولومبيا        |
| --------------------------------------------------------- | ---------------------------- | --------------- |
| المساحة (كم2)                                             | 437.07 ألف                   | 1.14 مليون      |
| عدد السكان (نسمة)                                         | 38.27 مليون                  | 49.07 مليون     |
| الكثافة السكانية (ن./كم²)                                 | 87.56                        | 43.04           |
| العاصمة                                                   | بغداد                        | بوغوتا          |
| اللغة الرسمية                                             | اللغة العربية، اللغة الكردية | اللغة الإسبانية |
| العملة                                                    | دينار عراقي                  | بيزو كولومبي    |
| الناتج المحلي الإجمالي (بليون دولار)                      | 197.72 مليار                 | 309.19 مليار    |
| الناتج المحلي الإجمالي (تعادل القوة الشرائية) بليون دولار | 560.73 مليار                 | 724.96 مليار    |
| الناتج المحلي الإجمالي الاسمي للفرد دولار أمريكي          | 4.94 ألف                     | 7.60 ألف        |
| الناتج المحلي الإجمالي للفرد دولار أمريكي                 | 15.06 ألف                    | 13.36 ألف       |
| مؤشر التنمية البشرية                                      | 0.654                        | 0.720           |
| رمز المكالمات الدولي                                      | +964                         | +57             |
| رمز الإنترنت                                              | .iq                          | .co             |
| المنطقة الزمنية                                           | ت ع م+03:00، ت ع م+04:00     | 00              |

## منظمات دولية مشتركة
يشترك البلدان في عضوية مجموعة من المنظمات الدولية، منها:
| علم المنظمة | اسم المنظمة                        | تاريخ انضمام العراق | تاريخ انضمام كولومبيا |
| ----------- | ---------------------------------- | ------------------- | --------------------- |
|             | الاتحاد الدولي للاتصالات           | 12 نوفمبر 1928      | 25 أغسطس 1914         |
|             | مؤسسة التنمية الدولية              | 29 ديسمبر 1960      | 16 يونيو 1961         |
|             | منظمة حظر الأسلحة الكيميائية       | ?                   | ?                     |
|             | يونسكو                             | 21 أكتوبر 1948      | 31 أكتوبر 1947        |
|             | الأمم المتحدة                      | 21 ديسمبر 1945      | 5 نوفمبر 1945         |
|             | وكالة ضمان الاستثمار متعدد الأطراف | 6 أكتوبر 2008       | 30 نوفمبر 1995        |
|             | مؤسسة التمويل الدولية              | 27 ديسمبر 1956      | 20 يوليو 1956         |
|             | البنك الدولي للإنشاء والتعمير      | 27 ديسمبر 1945      | 24 ديسمبر 1946        |
|             | الاتحاد البريدي العالمي            | ?                   | ?                     |
|             | منظمة الشرطة الجنائية الدولية      | ?                   | ?                     |

## وصلات خارجية
- موقع وزارة الخارجية العراقية